# Kevin Larsen (cestista)
Kevin Ricki Larsen (Copenaghen, 17 luglio 1993) è un cestista danese.

## Palmarès

### Squadra
- Campione NIT (2016)
- ProA :1

Mitteldeutscher: 2016-2017
- Copa Princesa de Asturias: 3

Breogán: 2021
Estudiantes: 2022, 2024

### Individuale
- Liga LEB MVP finali: 1

Breogán: 2020-2021